# Generace sněhových vloček
Generace sněhových vloček je pejorativní označení lidí narozených zhruba v letech 1995 až 2010, užívané převážně novináři. Označení cílí na lidi se zvýšenou citlivostí, emocionálně méně stabilní, zaměřené na sebe a zároveň přesvědčené o své výjimečnosti.
Takzvaná generace sněhových vloček patří podle výše uvedené datace ke generaci Z. Jinde se o ní hovoří jako o generaci pozdních mileniálů, což by znamenalo, že patří ke generaci Y.

## Charakteristika
Někteří příslušníci tzv. generace sněhových vloček trpí ve větším procentu než jejich předchůdci zvýšenou citlivostí a zaměřením na sebe sama. Vykazují psychickou křehkost, slabou resilienci, snadno se urážejí. Věří, že na základě své jedinečnosti mají nárok na zvláštní zacházení.
Mívají problém vyrovnat se s odlišnými názory nebo fakty, které nechtějí slyšet. Na některých amerických univerzitách studenti po vyučujících vyžadují tzv. trigger warnings – varování předem. Varování, že by je určité informace nebo obrazy mohly emocionálně poškodit a vyvolat v nich úzkost, strach nebo znechucení. Náboženské přednášky jsou proto uváděny varováním, že mohou obsahovat prvky násilí; budoucí archeologové jsou upozorňováni, že spatří kostry, veterináři, že součástí výuky jsou pitvy.
Více než jejich předchůdci potřebují „sněhové vločky“ rituály, které jim pomohou přejít do nové životní etapy. Předěl mezi školou a prací jim splývá, protože 70 procent studentů pracuje během studia, další mají placené praxe, takže maturitní večírek ani sláva spojená s promocí nepřinášejí „ten správný wow efekt“ vstupu do práce a do dospělosti. Proto se přechodovým rituálem stala velká svatba. Nevěsty se na svatbu připravují mnoho měsíců jako kdysi na státnice a úzkostlivě dbají, aby vše bylo dokonalé. „Problém je, že holčičky této generace jsou od dětství závislé na pochvalách a hodnocení svým okolím. Nejprve chtějí samé jedničky, později červený diplom… Mají tedy pocit, že by měly dostat jedničku i z osobního života.“ uvádí předsedkyně Institutu pro sociální a ekonomické analýzy Simona Weidnerová. Uvádí, že četné studie navíc došly k závěru, že u této generace svatební rituál působí – ať záměrně, či neúmyslně – jako zesilovač přechodového rituálu, protože s rozhodnutím vzít se získává pár potvrzený souhlas od množství přátel a široké rodiny.
Označení „sněhová vločka“ odkazuje k přesvědčení o vlastní jedinečnosti, protože se ví, že neexistují dvě shodné vločky, a zároveň k přílišné křehkosti.
Tito lidé mohou být významně závislí na digitálních technologiích, s nimiž odmalička vyrůstali. Pokud jim přestanou fungovat, mohou být frustrováni.

## Zjednodušující nálepka
Podle sociologa Petra Lupače označit takto celou generaci je značným zjednodušením a nálepkou. Také označení „sněhová vločka“ považuje spíše za novinářskou záležitost a prodlužování diskuze o předchozí generaci mileniálů. Míra individualismu se podle některých studií skutečně zvýšila, ovšem několik studií to rozporuje. Uvádí, že by se dalo říci, že „…míra ohledu na sebe a míra individualismu je dnes [2017] vyšší než dřív, ale je to pochopitelné s ohledem na dobové trendy, jako je snižování počtu dětí v rodině. Rodiče mají děti v pozdějším věku, takže jsou protektivnější [více ochraňují], do toho nastoupila sociální média, hlavně Facebook, který dal dětem daleko větší svobodu ve výběru komunikačních partnerů, takže nejsou tolik konfrontovány s něčím, s čím nesouhlasí, a mohou se spíš orientovat na něco, co podporuje jejich názor.“

## K pojmu „sněhová vločka“
Pojem „sněhová vločka“ odkazující k člověku poprvé použil americký spisovatel Chuck Palahniuk v románu Klub rváčů (1996).
| „                            | Nejsi krásná a jedinečná sněhová vločka… Jsi stejná hnijící organická hmota jako kdokoli jiný a my všichni jsme součástí jedné a té samé hromady kompostu. | “ |
| — Hlavní hrdina Tyler Durden | |   |